# 2003–2004-es UEFA-bajnokok ligája (egyenes kieséses szakasz)
A 2003–2004-es UEFA-bajnokok ligája egyenes kieséses szakasza 2004. február 24-én kezdődött, és május 26-án ért véget a gelsenkircheni Arena AufSchalke stadionban rendezett döntővel. Az egyenes kieséses szakaszban az a 16 csapat vett részt, amelyek a csoportkör során a saját csoportjuk első két helyének valamelyikén végeztek.

## Lebonyolítás
A döntő kivételével mindegyik mérkőzés oda-visszavágós rendszerben zajlott. A két találkozó végén az összesítésben jobbnak bizonyuló csapatok jutottak tovább a következő körbe. Ha az összesítésnél az eredmény döntetlen volt, akkor az idegenben több gólt szerző csapat jutott tovább. Amennyiben az idegenben lőtt gólok száma is azonos volt, akkor 30 perces hosszabbítást rendeztek a visszavágó rendes játékidejének lejárta után. Ha a 2×15 perces hosszabbításban gólt/gólokat szerzett mindkét együttes, és az összesített állás egyenlő volt, akkor a vendég csapat jutott tovább idegenben szerzett góllal/gólokkal. Gólnélküli hosszabbítás esetén büntetőpárbajra került sor. A döntőt egy mérkőzés keretében rendezték meg.

## Résztvevők
| Csoport   | Csoportelső        | Csoportmásodik      |
| --------- | ------------------ | ------------------- |
| A csoport | Olympique Lyonnais | Bayern München      |
| B csoport | Arsenal            | Lokomotyiv Moszkva  |
| C csoport | AS Monaco          | Deportivo La Coruña |
| D csoport | Juventus           | Real Sociedad       |
| E csoport | Manchester United  | VfB Stuttgart       |
| F csoport | Real Madrid        | FC Porto            |
| G csoport | Chelsea            | Sparta Praha        |
| H csoport | AC Milan           | Celta Vigo          |

## Ágrajz
|  | Nyolcaddöntők       | Nyolcaddöntők       | Nyolcaddöntők       | Nyolcaddöntők       | Nyolcaddöntők |   |             | Negyeddöntők | Negyeddöntők | Negyeddöntők | Negyeddöntők | Negyeddöntők |  |  | Elődöntők | Elődöntők | Elődöntők | Elődöntők | Elődöntők |  |  | Döntő | Döntő | Döntő |  |
|  |                     |                     |                     |                     |               |   |             |              |              |              |              |              |  |  |           |           |           |           |           |  |  |       |       |       |  |
|  | FC Porto            | FC Porto            | 2                   | 1                   | 3             |   |             |              |              |              |              |              |  |  |           |           |           |           |           |  |  |       |       |       |  |
|  | FC Porto            | FC Porto            | 2                   | 1                   | 3             |   |             |              |              |              |              |              |  |  |           |           |           |           |           |  |  |       |       |       |  |
|  | Manchester United   | Manchester United   | 1                   | 1                   | 2             |   |             |              |              |              |              |              |  |  |           |           |           |           |           |  |  |       |       |       |  |
|  | Manchester United   | Manchester United   | 1                   | 1                   | 2             |   | FC Porto    | FC Porto     | 2            | 2            | 4            |              |  |  |           |           |           |           |           |  |  |       |       |       |  |
|  |                     |                     |                     |                     |               |   | FC Porto    | FC Porto     | 2            | 2            | 4            |              |  |  |           |           |           |           |           |  |  |       |       |       |  |
|  |                     |                     | Olympique Lyonnais  | Olympique Lyonnais  | 0             | 2 | 2           |              |              |              |              |              |  |  |           |           |           |           |           |  |  |       |       |       |  |
|  | Real Sociedad       | Real Sociedad       | Olympique Lyonnais  | Olympique Lyonnais  | 0             | 2 | 2           | 0            | 0            | 0            |              |              |  |  |           |           |           |           |           |  |  |       |       |       |  |
|  | Real Sociedad       | Real Sociedad       |                     |                     |               |   |             |              |              | 0            |              |              |  |  |           |           |           |           |           |  |  |       |       |       |  |
|  | Olympique Lyonnais  | Olympique Lyonnais  | 1                   | 1                   | 2             |   |             |              |              |              |              |              |  |  |           |           |           |           |           |  |  |       |       |       |  |
|  | Olympique Lyonnais  | Olympique Lyonnais  | 1                   | 1                   | 2             |   | FC Porto    | FC Porto     | 0            | 1            | 1            |              |  |  |           |           |           |           |           |  |  |       |       |       |  |
|  |                     |                     |                     |                     |               |   |             |              |              |              |              |              |  |  |           |           |           |           |           |  |  |       |       |       |  |
|  |                     |                     | Deportivo La Coruña | Deportivo La Coruña | 0             | 0 | 0           |              |              |              |              |              |  |  |           |           |           |           |           |  |  |       |       |       |  |
|  | Sparta Praha        | Sparta Praha        | Deportivo La Coruña | Deportivo La Coruña | 0             | 0 | 0           | 0            | 1            | 1            |              |              |  |  |           |           |           |           |           |  |  |       |       |       |  |
|  | Sparta Praha        | Sparta Praha        |                     |                     |               |   |             |              |              | 1            |              |              |  |  |           |           |           |           |           |  |  |       |       |       |  |
|  | AC Milan            | AC Milan            | 0                   | 4                   | 4             |   |             |              |              |              |              |              |  |  |           |           |           |           |           |  |  |       |       |       |  |
|  | AC Milan            | AC Milan            | 0                   | 4                   | 4             |   | AC Milan    | AC Milan     | 4            | 0            | 4            |              |  |  |           |           |           |           |           |  |  |       |       |       |  |
|  |                     |                     |                     |                     |               |   | AC Milan    | AC Milan     | 4            | 0            | 4            |              |  |  |           |           |           |           |           |  |  |       |       |       |  |
|  |                     |                     | Deportivo La Coruña | Deportivo La Coruña | 1             | 4 | 5           |              |              |              |              |              |  |  |           |           |           |           |           |  |  |       |       |       |  |
|  | Juventus            | Juventus            | Deportivo La Coruña | Deportivo La Coruña | 1             | 4 | 5           | 0            | 0            | 0            |              |              |  |  |           |           |           |           |           |  |  |       |       |       |  |
|  | Juventus            | Juventus            |                     |                     |               |   |             |              |              | 0            |              |              |  |  |           |           |           |           |           |  |  |       |       |       |  |
|  | Deportivo La Coruña | Deportivo La Coruña | 1                   | 1                   | 2             |   |             |              |              |              |              |              |  |  |           |           |           |           |           |  |  |       |       |       |  |
|  | Deportivo La Coruña | Deportivo La Coruña | 1                   | 1                   | 2             |   | FC Porto    | FC Porto     | 3            |              |              |              |  |  |           |           |           |           |           |  |  |       |       |       |  |
|  |                     |                     |                     |                     |               |   |             |              |              |              |              |              |  |  |           |           |           |           |           |  |  |       |       |       |  |
|  |                     |                     | AS Monaco           | AS Monaco           | 0             |   |             |              |              |              |              |              |  |  |           |           |           |           |           |  |  |       |       |       |  |
|  | Bayern München      | Bayern München      | AS Monaco           | AS Monaco           | 0             | 1 | 0           | 1            |              |              |              |              |  |  |           |           |           |           |           |  |  |       |       |       |  |
|  | Bayern München      | Bayern München      |                     |                     |               |   |             | 1            |              |              |              |              |  |  |           |           |           |           |           |  |  |       |       |       |  |
|  | Real Madrid         | Real Madrid         | 1                   | 1                   | 2             |   |             |              |              |              |              |              |  |  |           |           |           |           |           |  |  |       |       |       |  |
|  | Real Madrid         | Real Madrid         | 1                   | 1                   | 2             |   | Real Madrid | Real Madrid  | 4            | 1            | 5            |              |  |  |           |           |           |           |           |  |  |       |       |       |  |
|  |                     |                     |                     |                     |               |   | Real Madrid | Real Madrid  | 4            | 1            | 5            |              |  |  |           |           |           |           |           |  |  |       |       |       |  |
|  |                     |                     | AS Monaco (i.g.)    | AS Monaco (i.g.)    | 2             | 3 | 5           |              |              |              |              |              |  |  |           |           |           |           |           |  |  |       |       |       |  |
|  | Lokomotyiv Moszkva  | Lokomotyiv Moszkva  | AS Monaco (i.g.)    | AS Monaco (i.g.)    | 2             | 3 | 5           | 2            | 0            | 2            |              |              |  |  |           |           |           |           |           |  |  |       |       |       |  |
|  | Lokomotyiv Moszkva  | Lokomotyiv Moszkva  |                     |                     |               |   |             |              |              | 2            |              |              |  |  |           |           |           |           |           |  |  |       |       |       |  |
|  | Monaco (i.g.)       | Monaco (i.g.)       | 1                   | 1                   | 2             |   |             |              |              |              |              |              |  |  |           |           |           |           |           |  |  |       |       |       |  |
|  | Monaco (i.g.)       | Monaco (i.g.)       | 1                   | 1                   | 2             |   | AS Monaco   | AS Monaco    | 3            | 2            | 5            |              |  |  |           |           |           |           |           |  |  |       |       |       |  |
|  |                     |                     |                     |                     |               |   |             |              |              |              |              |              |  |  |           |           |           |           |           |  |  |       |       |       |  |
|  |                     |                     | Chelsea             | Chelsea             | 1             | 2 | 3           |              |              |              |              |              |  |  |           |           |           |           |           |  |  |       |       |       |  |
|  | VfB Stuttgart       | VfB Stuttgart       | Chelsea             | Chelsea             | 1             | 2 | 3           | 0            | 0            | 0            |              |              |  |  |           |           |           |           |           |  |  |       |       |       |  |
|  | VfB Stuttgart       | VfB Stuttgart       |                     |                     |               |   |             |              |              | 0            |              |              |  |  |           |           |           |           |           |  |  |       |       |       |  |
|  | Chelsea             | Chelsea             | 1                   | 0                   | 1             |   |             |              |              |              |              |              |  |  |           |           |           |           |           |  |  |       |       |       |  |
|  | Chelsea             | Chelsea             | 1                   | 0                   | 1             |   | Chelsea     | Chelsea      | 1            | 2            | 3            |              |  |  |           |           |           |           |           |  |  |       |       |       |  |
|  |                     |                     |                     |                     |               |   | Chelsea     | Chelsea      | 1            | 2            | 3            |              |  |  |           |           |           |           |           |  |  |       |       |       |  |
|  |                     |                     | Arsenal             | Arsenal             | 1             | 1 | 2           |              |              |              |              |              |  |  |           |           |           |           |           |  |  |       |       |       |  |
|  | Celta de Vigo       | Celta de Vigo       | Arsenal             | Arsenal             | 1             | 1 | 2           | 2            | 0            | 2            |              |              |  |  |           |           |           |           |           |  |  |       |       |       |  |
|  | Celta de Vigo       | Celta de Vigo       |                     |                     |               |   |             |              |              | 2            |              |              |  |  |           |           |           |           |           |  |  |       |       |       |  |
|  | Arsenal             | Arsenal             | 3                   | 2                   | 5             |   |             |              |              |              |              |              |  |  |           |           |           |           |           |  |  |       |       |       |  |

## Nyolcaddöntők

### Párosítások
| 1. csapat           | Össz.Tooltip Aggregate score | 2. csapat          | 1. mérk. | 2. mérk. |
| ------------------- | ---------------------------- | ------------------ | -------- | -------- |
| Bayern München      | 1–2                          | Real Madrid        | 1–1      | 0–1      |
| Celta Vigo          | 2–5                          | Arsenal            | 2–3      | 0–2      |
| Deportivo La Coruña | 2–0                          | Juventus           | 1–0      | 1–0      |
| Lokomotyiv Moszkva  | 2–2 (i.g.)                   | AS Monaco          | 2–1      | 0–1      |
| FC Porto            | 3–2                          | Manchester United  | 2–1      | 1–1      |
| Real Sociedad       | 0–2                          | Olympique Lyonnais | 0–1      | 0–1      |
| Sparta Praha        | 1–4                          | AC Milan           | 0–0      | 1–4      |
| VfB Stuttgart       | 0–1                          | Chelsea            | 0–1      | 0–0      |

### 1. mérkőzések
Az időpontok közép-európai idő/közép-európai nyári idő szerint értendők.
| 2004. február 24. 20:45 |

| Bayern München | 1–1               | Real Madrid                 |
| -------------- | ----------------- | --------------------------- |
| Makaay 75'     | (0–0) Jegyzőkönyv | Roberto Carlos da Silva 83' |

| Olimpiai Stadion, München Nézőszám: 59 000 Játékvezető: Terje Hauge (norvég) |

| 2004. február 24. 20:45 |

| Celta Vigo               | 2–3               | Arsenal               |
| ------------------------ | ----------------- | --------------------- |
| Edu 27' José Ignacio 64' | (1–1) Jegyzőkönyv | Edu 18' 58' Pirès 80' |

| Balaídos, Vigo Nézőszám: 21 000 Játékvezető: Anders Frisk (svéd) |

| 2004. február 24. 18:30 |

| Lokomotyiv Moszkva       | 2–1               | AS Monaco     |
| ------------------------ | ----------------- | ------------- |
| Izmailov 32' Maminov 59' | (1–0) Jegyzőkönyv | Morientes 69' |

| Lokomotyiv Stadion, Moszkva Nézőszám: 26 000 Játékvezető: Manuel Mejuto González (spanyol) |

| 2004. február 24. 20:45 |

| Sparta Praha | 0–0         | AC Milan |
| ------------ | ----------- | -------- |
|              | Jegyzőkönyv |          |

| Letná Stadium, Prága Nézőszám: 20 640 Játékvezető: Graham Poll (angol) |

| 2004. február 25. 20:45 |

| Deportivo La Coruña | 1–0               | Juventus |
| ------------------- | ----------------- | -------- |
| Luque 37'           | (1–0) Jegyzőkönyv |          |

| Estadio Riazor, A Coruña Nézőszám: 28 000 Játékvezető: Gilles Veissiere (francia) |

| 2004. február 25. 20:45 |

| FC Porto         | 2–1               | Manchester United |
| ---------------- | ----------------- | ----------------- |
| McCarthy 29' 78' | (1–1) Jegyzőkönyv | Fortune 14'       |

| Estádio do Dragão, Porto Nézőszám: 49 980 Játékvezető: Herbert Fandel (német) |

| 2004. február 25. 20:45 |

| Real Sociedad | 0–1               | Lyon                 |
| ------------- | ----------------- | -------------------- |
|               | (0–1) Jegyzőkönyv | Schürrer 18' (öngól) |

| Anoeta Stadium, San Sebastián Nézőszám: 28 000 Játékvezető: Massimo De Santis (olasz) |

| 2004. február 25. 20:45 |

| Stuttgart | 0–1               | Chelsea           |
| --------- | ----------------- | ----------------- |
|           | (0–1) Jegyzőkönyv | Meira 12' (öngól) |

| Gottlieb-Daimler-Stadion, Stuttgart Nézőszám: 42 000 Játékvezető: Kyros Vassaras (görög) |

### 2. mérkőzések
| 2004. március 9. 20:45 |

| Chelsea | 0–0         | Stuttgart |
| ------- | ----------- | --------- |
|         | Jegyzőkönyv |           |

| Stamford Bridge, London Nézőszám: 36 660 Játékvezető: Kim Milton Nielsen (dán) |

| 2004. március 9. 20:45 |

| Juventus | 0–1               | Deportivo La Coruña |
| -------- | ----------------- | ------------------- |
|          | (0–1) Jegyzőkönyv | Pandiani 12'        |

| Stadio delle Alpi, Torino Nézőszám: 24 680 Játékvezető: Ľuboš Micheľ (szlovák) |

| 2004. március 9. 20:45 |

| Lyon        | 1–0               | Real Sociedad |
| ----------- | ----------------- | ------------- |
| Juninho 77' | (0–0) Jegyzőkönyv |               |

| Stade de Gerland, Lyon Nézőszám: 38 900 Játékvezető: Mike Riley (angol) |

| 2004. március 9. 21:45 |

| Manchester United | 1–1               | FC Porto     |
| ----------------- | ----------------- | ------------ |
| Scholes 32'       | (1–0) Jegyzőkönyv | Costinha 90' |

| Old Trafford, Manchester Nézőszám: 67 000 Játékvezető: Valentin Ivanov (orosz) |

| 2004. március 10. 21:45 |

| Arsenal       | 2–0               | Celta Vigo |
| ------------- | ----------------- | ---------- |
| Henry 14' 34' | (2–0) Jegyzőkönyv |            |

| Highbury, London Nézőszám: 35 400 Játékvezető: Pierluigi Collina (olasz) |

| 2004. március 10. 20:45 |

| AC Milan                                     | 4–1               | Sparta Praha |
| -------------------------------------------- | ----------------- | ------------ |
| Inzaghi 45+2' Shevchenko 66' 79' Gattuso 85' | (1–0) Jegyzőkönyv | Jun 59'      |

| San Siro, Milánó Nézőszám: 50 000 Játékvezető: Markus Merk (német) |

| 2004. március 10. 20:45 |

| AS Monaco | 1–0               | Lokomotyiv Moszkva |
| --------- | ----------------- | ------------------ |
| Pršo 60'  | (0–0) Jegyzőkönyv |                    |

| Stade Louis II, Monaco Nézőszám: 18 000 Játékvezető: Lucílio Batista (portugál) |

| 2004. március 10. 20:45 |

| Real Madrid | 1–0               | Bayern München |
| ----------- | ----------------- | -------------- |
| Zidane 32'  | (1–0) Jegyzőkönyv |                |

| Santiago Bernabéu Stadium, Madrid Nézőszám: 78 000 Játékvezető: Urs Meier (svájci) |

## Negyeddöntők

### Párosítások
| 1. csapat   | Össz.Tooltip Aggregate score | 2. csapat           | 1. mérk. | 2. mérk. |
| ----------- | ---------------------------- | ------------------- | -------- | -------- |
| Chelsea     | 3–2                          | Arsenal             | 1–1      | 2–1      |
| AC Milan    | 4–5                          | Deportivo La Coruña | 4–1      | 0–4      |
| FC Porto    | 4–2                          | Lyon                | 2–0      | 2–2      |
| Real Madrid | 5–5 (i.g.)                   | AS Monaco FC        | 4–2      | 1–3      |

### 1. mérkőzések
| 2004. március 23. 20:45 |

| AC Milan                              | 4–1               | Deportivo La Coruña |
| ------------------------------------- | ----------------- | ------------------- |
| Kaká 45' 49' Shevchenko 46' Pirlo 53' | (1–1) Jegyzőkönyv | Pandiani 11'        |

| San Siro, Milánó Nézőszám: 60 335 Játékvezető: Valentin Ivanov (orosz) |

| 2004. március 23. 20:45 |

| FC Porto              | 2–0               | Lyon |
| --------------------- | ----------------- | ---- |
| Deco 44' Carvalho 71' | (1–0) Jegyzőkönyv |      |

| Estádio do Dragão, Porto Nézőszám: 46 910 Játékvezető: Terje Hauge (norvég) |

| 2004. március 24. 20:45 |

| Real Madrid                                  | 4–2               | AS Monaco                   |
| -------------------------------------------- | ----------------- | --------------------------- |
| Helguera 51' Zidane 70' Figo 77' Ronaldo 81' | (0–1) Jegyzőkönyv | Squillaci 43' Morientes 83' |

| Santiago Bernabéu Stadium, Madrid Nézőszám: 70 000 Játékvezető: Ľuboš Micheľ (szlovák) |

| 2004. március 24. 20:45 |

| Chelsea        | 1–1               | Arsenal   |
| -------------- | ----------------- | --------- |
| Guðjohnsen 53' | (0–0) Jegyzőkönyv | Pirès 59' |

| Stamford Bridge, London Nézőszám: 40 778 Játékvezető: Manuel Mejuto González (spanyol) |

### 2. mérkőzések
| 2004. április 6. 20:45 |

| AS Monaco                     | 3–1               | Real Madrid |
| ----------------------------- | ----------------- | ----------- |
| Giuly 45+1' 66' Morientes 48' | (1–1) Jegyzőkönyv | Raúl 36'    |

| Stade Louis II, Monaco Nézőszám: 18 500 Játékvezető: Pierluigi Collina (olasz) |

| 2004. április 6. 20:45 |

| Arsenal     | 1–2               | Chelsea                |
| ----------- | ----------------- | ---------------------- |
| Reyes 45+1' | (1–0) Jegyzőkönyv | Lampard 51' Bridge 87' |

| Highbury, London Nézőszám: 35 468 Játékvezető: Markus Merk (német) |

| 2004. április 7. 20:45 |

| Deportivo La Coruña                        | 4–0               | AC Milan |
| ------------------------------------------ | ----------------- | -------- |
| Pandiani 5' Valerón 35' Luque 44' Fran 76' | (3–0) Jegyzőkönyv |          |

| Estadio Riazor, A Coruña Nézőszám: 29 000 Játékvezető: Urs Meier (svájci) |

| 2004. április 7. 20:45 |

| Lyon                    | 2–2               | FC Porto       |
| ----------------------- | ----------------- | -------------- |
| Luyindula 14' Élber 90' | (1–1) Jegyzőkönyv | Maniche 6' 47' |

| Stade de Gerland, Lyon Nézőszám: 40 000 Játékvezető: Anders Frisk (svéd) |

## Elődöntők

### Párosítások
| 1. csapat | Össz.Tooltip Aggregate score | 2. csapat           | 1. mérk. | 2. mérk. |
| --------- | ---------------------------- | ------------------- | -------- | -------- |
| Monaco    | 5–3                          | Chelsea             | 3–1      | 2–2      |
| FC Porto  | 1–0                          | Deportivo La Coruña | 0–0      | 1–0      |

### 1. mérkőzések
| 2004. április 20. 20:45 |

| AS Monaco                        | 3–1               | Chelsea    |
| -------------------------------- | ----------------- | ---------- |
| Pršo 17' Morientes 78' Nonda 83' | (1–1) Jegyzőkönyv | Crespo 22' |

| Stade Louis II, Monaco Nézőszám: 18 523 Játékvezető: Urs Meier (svájci) |

| 2004. április 21. 20:45 |

| FC Porto | 0–0         | Deportivo La Coruña |
| -------- | ----------- | ------------------- |
|          | Jegyzőkönyv |                     |

| Estádio do Dragão, Porto Nézőszám: 50 818 Játékvezető: Markus Merk (német) |

### 2. mérkőzések
| 2004. május 4. 20:45 |

| Deportivo La Coruña | 0–1               | FC Porto              |
| ------------------- | ----------------- | --------------------- |
|                     | (0–0) Jegyzőkönyv | Derlei 60' (11-esből) |

| Estadio Riazor, A Coruña Nézőszám: 34 600 Játékvezető: Pierluigi Collina (olasz) |

| 2004. május 5. 20:45 |

| Chelsea                  | 2–2               | AS Monaco                  |
| ------------------------ | ----------------- | -------------------------- |
| Grønkjær 22' Lampard 44' | (2–1) Jegyzőkönyv | Ibarra 45+2' Morientes 60' |

| Stamford Bridge, London Nézőszám: 37 132 Játékvezető: Anders Frisk (svéd) |

## Döntő
| 2004. május 26. 20:45 |

| AS Monaco | 0–3               | FC Porto                                   |
| --------- | ----------------- | ------------------------------------------ |
|           | (0–1) Jegyzőkönyv | Carlos Alberto 39' Deco 71' Alenyicsev 75' |

| Arena AufSchalke, Gelsenkirchen Nézőszám: 52 000 Játékvezető: Kim Milton Nielsen (dán) |